# Piaggio P.119
Il Piaggio P.119 era un caccia monomotore ad ala bassa realizzato dall'azienda italiana Società Rinaldo Piaggio negli anni quaranta e rimasto allo stadio di prototipo.
Progettato dall'ingegner Giovanni Casiraghi era caratterizzato da una singolare collocazione dell'unità motrice, posizionata al centro della fusoliera dietro la cabina di pilotaggio, un motore radiale collegato all'elica, posizionata tradizionalmente all'apice anteriore del velivolo, tramite un lungo albero di trasmissione.

## Storia

### Sviluppo
L'ing. Casiraghi, che dal 1936 assunse il ruolo di Capo Progettista alla Piaggio, iniziò nel 1938 gli studi preliminari per la realizzazione di un velivolo destinato al ruolo di caccia, caccia di scorta ed assalto caratterizzato dall'installazione del motore al centro della fusoliera. Nelle intenzioni del progettista tale soluzione tecnica avrebbe portato alcuni importanti vantaggi. Non essendoci il motore come nei velivoli tradizionali l'armamento poteva essere posizionato nella parte anteriore della fusoliera, con il vantaggio bellico di poter meglio sfruttare la concentrazione di fuoco e quello manutentivo consentendo un facile accesso alle stesse da parte del personale. Inoltre la cabina di pilotaggio poteva essere spostata in posizione avanzata consentendo al pilota una migliore visibilità, e la vicinanza al centro baricentrico del velivolo avrebbe migliorato notevolmente la manovrabilità.
Il nuovo modello, designato P.119, venne presentato al Ministero dell'aeronautica nel marzo 1939 il quale ritenne interessante valutarne le caratteristiche richiedendone un prototipo con un contratto ufficiale redatto il 2 giugno 1940.
Negli anni successivi venne iniziata la costruzione del modello, completato nel corso del 1942 e che effettuò le prime prove a terra tra il 12 ed il 16 novembre dello stesso anno.

### Impiego operativo
Il successivo 19 dicembre venne portato in volo per la prima volta dal pilota collaudatore Nicola Lana che riscontrò le prime problematiche di una soluzione così anticonvenzionale. Il propulsore tendeva infatti a surriscaldarsi in quanto il flusso d'aria che lo investiva, grazie alla presa d'aria posta sotto la fusoliera, non era sufficiente a garantire il corretto raffreddamento di tutti i cilindri. Inoltre lo sfogo dell'aria calda influiva negativamente sull'aerodinamica posteriore creando dei problemi di maneggevolezza e le vibrazioni del motore rendevano difficoltoso un corretto puntamento dell'obbiettivo.
I voli di prova si protrassero comunque fino all'agosto 1943 ma la firma dell'armistizio di Cassibile ebbe come conseguenza la sospensione del progetto. Dell'unico esemplare costruito se ne persero le tracce.

## Descrizione tecnica
Il P.119 era un velivolo di costruzione interamente metallica che, a parte l'anticonvenzionale posizione del motore, rispecchiava un'impostazione classica per la tipologia del velivolo; monomotore monoplano ad ala bassa e carrello retrattile.
La fusoliera, a sezione cilindrica, era piuttosto larga dovendo incamerare internamente tutto l'apparato motore ed i relativi accessori. Era caratterizzata da una sezione anteriore corta, una cabina di pilotaggio chiusa da un tettuccio, da una larga presa d'aria inferiore raccordata alle semiali, e terminava posteriormente in un impennaggio classico monoderiva dotato di piani orizzontali a sbalzo.
L'ala, montata bassa ed a sbalzo, era costituita da una struttura bilongherone divisa in tre settori, uno centrale integrato nella fusoliera e due semiali esterne, raccordate nelle estremità e collegate all'elemento centrale da una serie di bulloni. Queste ultime integravano i due alettoni realizzati con struttura in duralluminio ricoperta in tela.
Il carrello d'atterraggio era costituito da due elementi anteriori, retraibili verso l'interno, muniti di gambe di forza dotate di ammortizzatori oleopneumatici e ruote tipo III (700 x 235 mm), integrato posteriormente da un ruotino d'appoggio parzialmente carenato, non retraibile, ammortizzato ed orientabile, dotato di un dispositivo meccanico di ritorno in asse.
La propulsione era affidata ad un motore Piaggio P.XV RC.60/27, un radiale doppia stella a 18 cilindri posti su due file e raffreddato ad aria, dotato di compressore centrifugo e riduttore a due velocità, e collegato ad un'elica tripala tipo Piaggio P.1002 metallica, a passo variabile e del diametro di 3,30 m, tramite un lungo albero di trasmissione ed un gruppo di riduzione.
L'armamento, interamente posizionato nella parte anteriore della fusoliera, era affidato a quattro mitragliatrici Breda-SAFAT calibro 12,7 mm con una dotazione complessiva di 2000 colpi (550 colpi per ciascuna arma anteriore e 450 colpi per ciascuna arma posteriore), integrate da un cannoncino automatico MG 151/20 calibro 20 mm dalla capacità di 110 colpi e sparante attraverso il mozzo dell'elica.
In seguito vennero valutate integrazioni di mitragliatrici nel bordo d'attacco alare due per semiala, e nelle versioni da assalto un cannone da 37 mm e in quella cacciabombardiere con tre punti d'attacco per bombe posizionati uno centralmente sotto la fusoliera e gli altri due sotto le semiali, ma l'interruzione dei programmi di sviluppo non videro mai l'applicazione di tali soluzioni.

## Utilizzatori
Italia
- Regia Aeronautica (previsto)

## Velivoli comparabili
Germania
- Messerschmitt Me 509

 Stati Uniti
- Bell P-39 Airacobra
- Bell P-63 Kingcobra
- Bell XFL Airabonita